# Venon, Isère
Venon är en kommun i departementet Isère i regionen Auvergne-Rhône-Alpes i sydöstra Frankrike. Kommunen ligger i kantonen Eybens som tillhör arrondissementet Grenoble. År 2022 hade Venon 836 invånare.

## Befolkningsutveckling
Antalet invånare i kommunen Venon
Referens:INSEE